# Jennyfer Limage
Jennyfer Limage (* 25. Dezember 1997 in Port-au-Prince) ist eine haitianische Fußballspielerin.

## Karriere

### Klub
Sie spielte beim kanadischen Klub AS Blainville, bis sie sich einen Kreuzbandriss zuzog. Seit 2021 steht sie bei Grenoble Foot 38 in Frankreich unter Vertrag.

### Nationalmannschaft
Ihr erstes Spiel in der A-Nationalmannschaft war am 18. September 2015 bei einer 0:5-Niederlage gegen die USA. Danach sind von ihr über viele Jahre aber keine weiteren Einsätze bekannt.
Erst im Juli 2022 war sie nach der erfolgreichen Qualifikation schließlich auch Teil des Kaders bei der CONCACAF W Championship 2022. Durch die Platzierung in dem Turnier war sie dann mit ihrer Mannschaft auch bei dem Playoff-Turnier um die Qualifikation zur Weltmeisterschaft 2023 dabei. Hier war sie in dem Spiel gegen den Senegal und im Finale gegen Chile aktiv und erreichte am Ende die erstmalige Qualifikation für eine WM mit ihrer Mannschaft.
Dann wurde sie auch für den finalen Kader bei der Weltmeisterschaft 2023 nominiert. Dort erhielt sie dann bei dem ersten Spiel gegen England dann auch ihr WM-Debüt.